# Phytocoris tumidifrons
Phytocoris tumidifrons är en insektsart som beskrevs av Stonedahl 1995. Phytocoris tumidifrons ingår i släktet Phytocoris och familjen ängsskinnbaggar. Inga underarter finns listade i Catalogue of Life.